# Achtung Zelig!
Achtung Zelig! Druga wojna – polski komiks autorstwa Krzysztofa Gawronkiewicza (rysunki) i Krystiana Rosenberga (Rosińskiego) (scenariusz).
Cztery pierwsze plansze, narysowane na konwent w Łodzi, ukazały się w Magazynie Komiksów "AQQ" nr 2 z grudnia 1993.
Pełny album został wydany w marcu 2004 (Kultura Gniewu i Zin Zin Press, ISBN 83-919837-0-6). Kolejne wydanie pojawiło się już osiem miesięcy później, w listopadzie tego samego roku (Zin Zin Press, ISBN 83-919837-5-7), i w porównaniu z poprzednim zawierało nieznaczne zmiany, polegające głównie na poddaniu plansz ponownej obróbce cyfrowej.
W sierpniu 2005 francuskie wydawnictwo Casterman opublikowało wersję francuską komiksu, pokolorowaną przez Grażynę Kasprzak z posłowiem Grzegorza Rosińskiego.

## Artykuły, analizy
W szóstym numerze "Zeszytów Komiksowych" (marzec 2007) zamieszczono dwa artykuły poświęcone komiksowi Achtung Zelig!: Nieludzkie postacie, nieludzki czas, czyli jak opowiadać o II wojnie światowej Aleksandry Duralskiej i Relacje rysunku i znaczenia w 'Achtung Zelig!'  Łukasza Czubaka. Pracy poświęcone są także inne analizy naukowe.

## Nagrody i wyróżnienia
Komiks otrzymał szereg nagród i wyróżnień:
- 1993 – najlepszy komiks przygodowy na Międzynarodowym Festiwalu Komiksu w Łodzi
- 1993 – najlepszy komiks czarno-biały na Międzynarodowym Festiwalu Komiksu w Łodzi
- 2004 – najlepszy album polski na Międzynarodowym Festiwalu Komiksu w Łodzi
- 2004 – najlepszy album polski na festiwalu Interkomix
- 2004 – nagroda tygodnika "Przekrój" w kategorii album roku
- 2005 – Prix Millepages BD
- 2006 – nominacja Salon BD Nimês
- 2006 – Prix Festival BD Vaison la Romaine
- 2006 – nominacja do Prix Saint-Michel (Bruksela)